# Turská skala
Turská skala je přírodní památka v katastrálním území obce Turie v okrese Žilina v Žilinském kraji na Slovensku. Chráněné území bylo vyhlášeno v roce 1982 a jeho rozloha je 4,38 hektaru. Předmětem ochrany je okrouhlík, zvaný Turská skala, který tvoří jádro opuštěného meandru říčky Rajčianky.